# Várkony (Szlovákia)
Várkony (szlovákul Vrakúň) Nyékvárkony településrésze, 1940-ig önálló község Szlovákiában, a Nagyszombati kerületben, a Dunaszerdahelyi járásban.

## Fekvése
Dunaszerdahelytől 6 km-re délre fekszik.

## Története
Várkony ősi település, mely már az avar korban is létezett, neve az avar "Oiarchunítani" néppel hozható kapcsolatba.[forrás?] 
Első írásos említése 1015-ből való.[forrás?] A falu római katolikus temploma középkori eredetű, 1308-ból maradt fel első említése.
Várkony az Amade család ősi fészke, melynek a hagyomány szerint itt várkastélya is volt, de ennek már nyoma sincs. Valószínűleg a 17. században pusztulhatott el. Bél Mátyás még említi művében. A 16. században polgárai városi szabadalmakat kaptak. 1553-ban 15 portát számoltak a községben.
A 19. század elején Amade Tádé birtoka, akinek híres tehenészete és fácánosa volt itt. Később a Schmertzig család birtoka, akik 1900 körül eladták, majd ikvai Pfeifer Mátyás vásárolta meg, akinek szeszgyára és gőzmalma is volt a községben. 1904-ben Pfeiffer Mátyás kastélyt is építtetett az Amadék egykori elpusztult kastélya helyén.
Vályi András szerint "VÁRKONY. Magyar falu Pozsony Várm. földes Ura G. Amade Uraság, lakosai katolikusok, fekszik Nyékihez közel; határja 2 nyomásbéli, tiszta búzát, és rozsot terem, legelője, réttye, és erdeje is van; piatza Szerdahelyen, és Somorján."
Fényes Elek szerint "Várkony, Poson vm. magyar falu, Bőshöz 3 fertálynyira. Számlál 395 kath., 1 ref., 8 zsidó lak. Van kath. paroch. temploma, tehenészete, fáczános kertje. Fő gazdagsága sok rétjeiben, s legelőjében áll; erdeje is derék. F. u. gr. Amade örök."
Pozsony vármegye monográfiája szerint "Várkony, kisközség az Alsó-Csallóközben, 85 házzal és 803, róm. kath. vallású lakossal. Ősi kun telep, mely 1015-ben már említve van. A várkonyi Amade család törzshelye, melynek itt, a hagyomány szerint, várkastélya is volt, de ennek nyoma már végkép eltünt. A XVI. században városi szabadalmai voltak. Az 1553-iki portális összeírásban 15 portája van felvéve. A mult század elején Amade Tádé grófot uralta, kinek itt híres tehenészete és fáczánosa volt. Ma ikvai Pfeifer Mátyásnak van itt nagyobb birtoka, szeszgyára és gőzmalma. A község Malomhely és Kőhíd nevű dűlői azt bizonyítják, hogy hajdan a Dunának egyik ága itt folyt; ma ugyanis a község közelében nincs víz. Plébániája 1308-ban már említve van és ebből az időből látszik származni korai gót stilű temploma is. Ide tartoznak Bendő és Malomhely puszták és a Csére major. A lakosok fogyasztási szövetkezetet tartanak fenn. A község postája Csallóköz-Nyék, távírója Bős és vasúti állomása Dunaszerdahely."
A trianoni békeszerződésig mindkét község Pozsony vármegye Dunaszerdahelyi járásához tartozott.

## Népessége
1910-ben Várkonynak 866, túlnyomórészt magyar lakosa volt.
2001-ben Nyékvárkony 2537 lakosából 2351 magyar, és 180 szlovák volt.

## Nevezetességei
- Várkonyi Szent Jakab tiszteletére szentelt római katolikus templom 14. századi, az idők során többször átépítették. Eredeti gótikus főkapuja a déli bejárat mellett látható. Itt áll a régmúltból fennmaradt pellengér is. Szűz Mária tiszteletére emelt főoltára az 1750-1760-as évekből származik, barokk stílusú.
- Pfeiffer-kastély (19. század), a kastély ma szociális otthon.

## Külső hivatkozások
- Nyékvárkony hivatalos oldala
- Községinfó
- Várkony Szlovákia térképén
- Nyékvárkony története (magyarul)
- Travelatlas.sk
- E-obce.sk Archiválva 2008. április 11-i dátummal a Wayback Machine-ben